# Eugène Édouard Soulès
Pour les articles homonymes, voir Soulès.
Mathieu Eugène Édouard Soulès, né à Paris le 26 février 1811 et mort dans cette même ville le 4 février 1876, est un peintre français.

## Biographie
Mathieu Eugène Édouard Soulès est le fils de Pierre Soulès et Marie Reine Bachelet.
Il épouse Antoinette Clémentine Duval.
Il est mort à son domicile parisien de la Rue Notre-Dame-de-Lorette à l'âge de 65 ans.